# Сеніс
Сеніс (італ. Senis, сард. Senis) — муніципалітет в Італії, у регіоні Сардинія,  провінція Ористано.
Сеніс розташований на відстані близько 380 км на південний захід від Рима, 70 км на північ від Кальярі, 32 км на схід від Ористано.
Населення — 452 особи (2014).

## Демографія
Населення за роками:

Станом на 1 січня 2023 року в муніципалітеті офіційно проживало 6 іноземців з 5 країн, серед них 2 громадяни країн Євросоюзу.

## Сусідні муніципалітети
- Ассоло
- Азуні
- Лаконі
- Нуречі
- Вілла-Сант'Антоніо